# Nhót Lào
Nhót Lào (danh pháp khoa học: Elaeagnus laosensis) là một loài thực vật có hoa trong họ Elaeagnaceae. Loài này được Lecomte mô tả khoa học đầu tiên năm 1915.